# Blender .blend File
Blender .blend File, ou simplesmente .blend, é um formato de arquivo nativo do programa Blender. Além de armazenar objetos 3D, ele também armazena cenas inteiras, texto, imagens, vídeos, sons e configurações do Blender. Tem suporte a compressão e encriptação. Esse formato é multiplataforma, isto é, pode ser executado em qualquer sistema operacional que possua o Blender.

## Backups
Quando é gerada uma nova versão do conteúdo do Blender, a extensão da versão anterior é reescrita como .blend + número da versão de backup. No caso de dois backups, eles teriam as extensões: .blend1 (mais antigo) e .blend2 (mais novo). Para visualizar a versão anterior, basta remover o número depois da extensão, pois o arquivo ainda se encontra no formato .blend. A criação de backups no Blender pode ser controlada, mudando o máximo de versões antigas e permitindo/proibindo a criação dos mesmos.

## Número mágico
Os primeiros 12 bytes de um Blender File contém os seguintes caracteres ASCII: BLENDER + tamanho de um ponteiro (_ para 32 bits ou - para 64 bits) + endianness (v para little-endian ou V para big-endian) + versão do Blender que o criou (sem contar patches). No caso de um arquivo criado na versão 2.48a do Blender, seus 12 primeiros bytes serão:
```
BLENDER_v248

```

O número mágico pode ser testado em Python com a seguinte expressão regular:
```
import
 
re

magic_number_prog
 
=
 
re
.
compile
(
b
'BLENDER[_|-][v|V][0-9]
{3}
'
)

```